# Paul Rivet
Paul Rivet  (Wasigny, 7 de maio de 1876 – 21 de março de 1958) foi um etnólogo francês. Ele criou a teoria segundo a qual os ameríndios da América do Sul vieram da Austrália e da Melanésia.